# Bourbon Township (comté de Boone, Missouri)
Pour les articles homonymes, voir Bourbon Township.
Bourbon Township est un township du comté de Boone dans le Missouri, aux États-Unis,. En 2000, le township comptait une population de 2 729 habitants. Fondé en 1854, il est baptisé en référence à Boone (en).

## Source de la traduction
- (en) Cet article est partiellement ou en totalité issu de l’article de Wikipédia en anglais intitulé « Bourbon Township, Boone County, Missouri » (voir la liste des auteurs).